# Lyriothemis magnificata
Lyriothemis magnificata is een libellensoort uit de familie van de korenbouten (Libellulidae), onderorde echte libellen (Anisoptera).
De wetenschappelijke naam Lyriothemis magnificata is voor het eerst geldig gepubliceerd in 1878 door Selys.